# Giovanni Bonsignori
Giovanni Bonsignori (detto anche "de' Bonsignori", "Buonsignori", "de' Buonsignori", "di Buonsignori", "Bonsignore", "de Bonsignore", "dei Bonsogni") (Città di Castello, ... – XIV secolo) è stato un letterato e politico italiano tardomedievale.

## Biografia
Figlio di Ser Falco Bonsignore, di famiglia notabile, prese parte alla vita politica della sua città, nel 1346, come membro del Consiglio dei Sedici. Legato da rapporti clientelari con la famiglia romana dei Colonna e quella dei Prefetti di Vico, scrisse il Libro Imperiale, che alla sua epoca ebbe molto successo. Si trattava infatti di un'opera alquanto romanzesca ed encomiastica che racconta la vita di Cesare e dei suoi discendenti, che sarebbero appunto i Colonna e i Prefetti di Vico.
Ebbe due figli dalla moglie Fige: Ranieri e Bonsignore.

## Ovidio Metamorphoseos vulgare

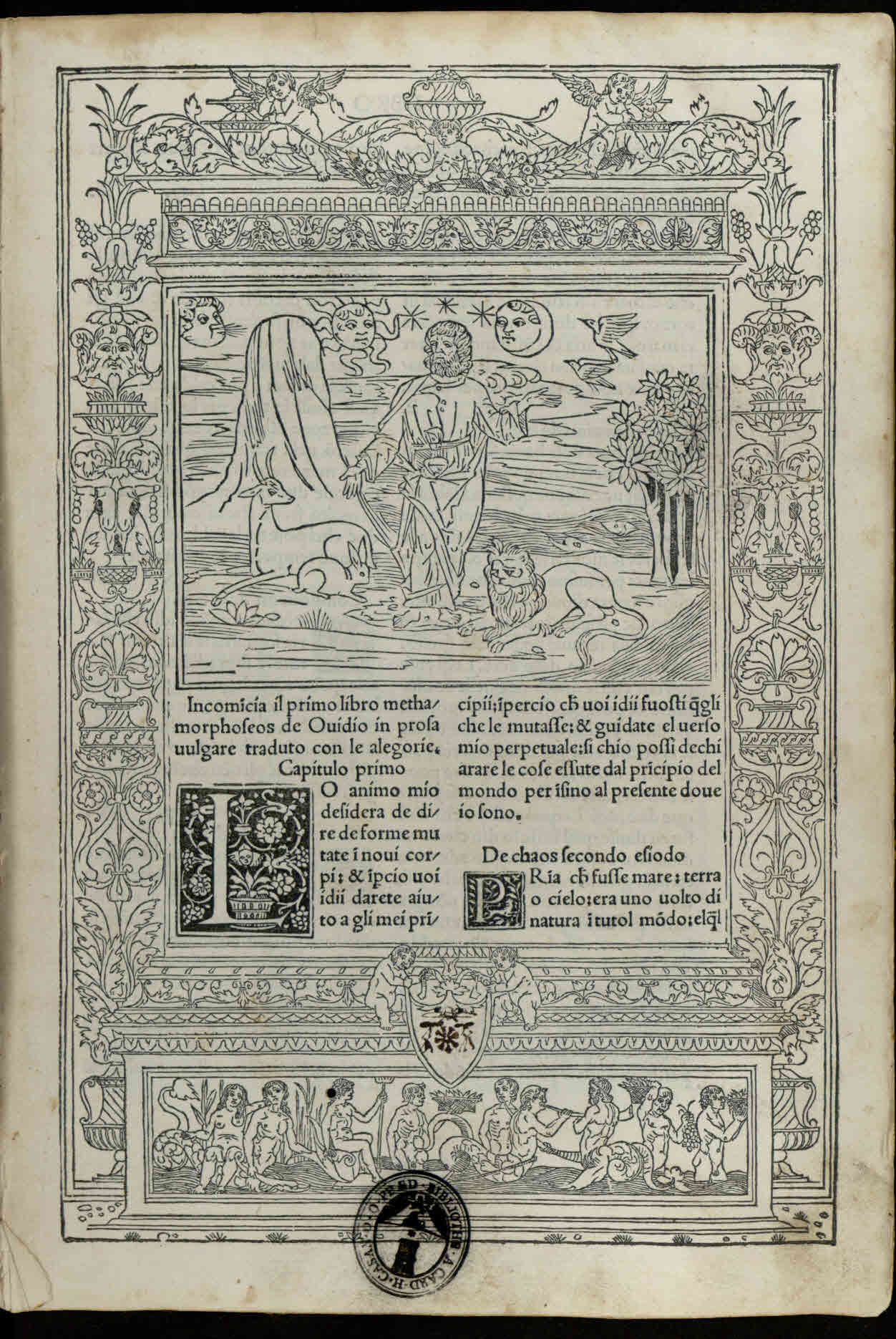
Incipit istoriato delle Metamorphoses volgarizzate dal Bonsignori (1497)

Bonsignori è noto soprattutto per la sua traduzione in prosa volgare delle Metamorfosi di Ovidio, la seconda in italiano dopo quella di Arrigo Simintendi, ma la prima a essere stata poi pubblicata a stampa. Il volgarizzamento fu eseguito tra il 1375 e il 1377 e fu stampato nel 1497 a Venezia da Giovanni Rosso per l'editore Lucantonio Giunti.

### Edizioni
- Ovidio Metamorphoseos vulgare, Stampato in Venetia, per Zoane Rosso vercellese ad instantia del nobile homo miser Lucantonio Zonta fiorentino, del MCCCCLXXXXVII Adi X del mese de aprile.
- Giovanni Bonsignori, Ovidio Metamorphoseos vulgare, edizione critica a cura di Erminia Ardissino, Bologna, Commissione per i testi di lingua, 2001, SBN MIL0539784.